# Fisklöstjärnen (Kalls socken, Jämtland, 707793-135873)
Fisklöstjärnen är en sjö i Åre kommun i Jämtland och ingår i Indalsälvens huvudavrinningsområde. Sjön har en area på 0,0579 kvadratkilometer och ligger 434 meter över havet.

## Delavrinningsområde
Fisklöstjärnen ingår i det delavrinningsområde (707926-135928) som SMHI kallar för Inloppet i Oxögat. Medelhöjden är 461 meter över havet och ytan är 7,11 kvadratkilometer. Det finns inga avrinningsområden uppströms utan avrinningsområdet är högsta punkten. Vattendraget som avvattnar avrinningsområdet har biflödesordning 3, vilket innebär att vattnet flödar genom totalt 3 vattendrag innan det når havet efter 358 kilometer. Avrinningsområdet består mestadels av skog (73 procent). Avrinningsområdet har 0,95 kvadratkilometer vattenytor vilket ger det en sjöprocent på 13,4 procent.